# Argas himalayensis
Argas himalayensis är en fästingart som beskrevs av Harry Hoogstraal och Kaiser 1973. Argas himalayensis ingår i släktet Argas och familjen mjuka fästingar. Inga underarter finns listade i Catalogue of Life.